# Jezerní potok (Moldau)
Der Jezerní potok (deutsch Seebach) ist ein rechter Zufluss der Moldau/Vltava in Tschechien.

## Verlauf
Der Jezerní potok entspringt am Nordosthang des Plöckensteins/Plechý (1378 m n.m.) im Plöckensteinsee/Plešné jezero. Seine Quelle liegt im Böhmerwald am Rande des Naturdenkmals Trojmezná hora. Auf seinem Lauf nach Norden fließt der Bach zwischen dem Koňský vrch (Roßberg, 1023 m n.m.) und dem V pařezí (1146 m n.m.) hindurch, dann durch das Naturdenkmal Jezerní luh.
Am nordwestlichen Fuße des Rosenauerův les (954 m n.m.) wird der Graben Jezerní smyk zum Schwarzenbergschen Schwemmkanal abgeleitet. Bei der Rosenauerkapelle (Rosenauerova kaple) wird der Jezerní potok in einem kleinen Aquädukt über den Schwemmkanal geführt. Anschließend nimmt der Bach nordöstliche Richtung, in Jelení wendet er sich am Plešivec (Flößberg, 977 m n.m.) nach Südosten und fließt zwischen dem Perník (Lebzelterberg, 1048 m n.m) und dem Jelenský vrch (823 m n.m.) entlang. Sein Unterlauf führt vorbei an Nová Pec, Hojsova Pila, Dlouhý Bor, Vltava und Nové Chalupy nach Osten, wo er von der Bahnstrecke České Budějovice–Černý Kříž überbrückt wird.
Nach neun Kilometern mündet der Jezerní potok unterhalb der Höpfelmühle zwischen Vltava und Nové Chalupy in den Stausee Lipno und damit in die Moldau.

## Zuflüsse
- Kamenný potok (r), oberhalb des Naturdenkmals Jezerní luh
- Rybniční potok (l), im Naturdenkmal Jezerní luh
- Hučice bzw. Jelení potok (Hirschbach) (l), in Jelení
- Koňský potok (Roßbach), (r), oberhalb von Nová Pec

## Abflüsse
- Jezerní smyk (Seeriese), (r), zum Schwarzenbergschen Schwemmkanal